# Palasi (Kehtna)
Palasi – wieś w Estonii, prowincji Rapla, w gminie Kehtna.